# Sierra Leone ai Giochi della XXV Olimpiade
La Sierra Leone partecipò ai Giochi della XXV Olimpiade, svoltisi a Barcellona, Spagna, dal 25 luglio al 9 agosto 1992, con una delegazione di 11 atleti impegnati in una disciplina.